# 莫尔纳·奥蒂洛
莫尔纳·奥蒂洛（匈牙利語：Molnár Attila，2002年1月17日—），匈牙利男子田径运动员，主攻400米赛跑，他曾获得2023年欧洲U23田径锦标赛男子400米铜牌、2025年欧洲室内田径锦标赛男子400米金牌、2025年世界室内田径锦标赛男子4×400米接力铜牌。他也曾参加2024年夏季奥林匹克运动会。